# Werner Sonntag (Politiker)
Werner Sonntag (* 7. Januar 1930 in Christburg, Westpreußen; † 14. Oktober 2007 in Bremen.) war ein deutscher Politiker und Geschäftsführer einer Wohnungsgenossenschaft in Bremen sowie Mitglied der Bremischen Bürgerschaft (SPD).

## Biografie
Sonntag war ein Kaufmann. Er war lange Zeit der Geschäftsführer der Gewosie Wohnungsgenossenschaft Bremen-Nord e.G., die in seiner Zeit um die 8000 Mitglieder hatte und um die 4000 Wohnungen.
Sonntag war Mitglied in der SPD in Bremen-Nord und in verschiedenen Funktionen aktiv, u. a. im Vorstand der SPD-Landesarbeitsgemeinschaft für das Wohnungswesen. Er war für die SPD von 1967 bis 1975 in der 7. und 8. Wahlperiode acht Jahre lang Mitglied der Bremischen Bürgerschaft und in der Bürgerschaft in verschiedenen Deputationen tätig.
Sonntag war verheiratet und er hatte mehrere Kinder. Bestattet wurde er auf dem Waldfriedhof Blumenthal.